# Ostatici ostili
Ostatici ostili (titlu original: The Ref) este un film de Crăciun american din 1994 regizat de Ted Demme. În rolurile principale joacă actorii  Denis Leary, Judy Davis și Kevin Spacey.  În Ajunul Crăciunului, un hoț are de-a face cu o familie nebună.

## Prezentare
Caroline și Lloyd au o căsnicie nu prea reușită și înainte de Crăciun cei doi sunt ocupați tot cu cearta. Gus este un hoț care pentru a scăpa de poliție îi ia pe cei doi ostatici și merge în casa lor unde îi leagă. Curând însă apare și fiul acestora  care devine și el ostatic alături de părinții săi. Odată ce apar și musafirii, Gus consideră că deja are prea mulți ostatici. Între timp, Caroline și Lloyd continuă să se certe, iar hoțul nu are ce face decât să încerce să-i împace.

## Distribuție
- Denis Leary - Gus
- Judy Davis - Caroline
- Kevin Spacey - Lloyd
- Robert J. Steinmiller Jr. - Jesse
- Glynis Johns - Rose
- Raymond J. Barry - Lt. Huff
- Richard Bright - Murray
- Christine Baranski - Connie
- Adam LeFevre - Gary
- Phillip Nicoll - John
- Ellie Raab - Mary
- Bill Raymond - George
- John Scurti - Lt. Steve Milford
- Jim Turner - Phil
- Ron Gabriel - Limo Driver
- Edward Saxon - Mike Michaels
- Kenneth Utt - Jeremiah Willard
- Robert Ridgely - Bob Burley
- J.K. Simmons - Siskel
- B.D. Wong - Marriage Counselor Dr. Wong